# Meander Medisch Centrum
Meander Medisch Centrum is een ziekenhuis aan de Maatweg 3 in Amersfoort. Het heeft een locatie in Baarn en poliklinieken in De Nije Veste in Nijkerk. Er is een dialysecentrum in Harderwijk. In de regio bevinden zich prikpunten.
Het nieuwe ziekenhuis werd geopend op 23 december 2013 ter vervanging van de oude locaties Amersfoort Lichtenberg en Amersfoort Sint-Elisabeth. Het ziekenhuis heeft een oppervlakte van ongeveer 100.000 m² en 600 bedden. Er zijn uitsluitend eenpersoonskamers.
Het gebouw is verdeeld in vier gebieden: Spoed- en intensieve zorg, Verpleegafdelingen, Poliklinieken en Psychiatrisch Centrum. Alle gebouwen zijn met elkaar verbonden door ‘de Laan’, die het ziekenhuis doorsnijdt. Aan deze Laan liggen drie pleinen: de Brink, de Foyer en de Oranjerie.
Het Meanderpark rondom het ziekenhuis maakt deel uit van de ecologische verbindingszone langs de meanderende rivier de Eem achter het ziekenhuis. Er zijn wandelpaden, een revalidatietuin, bankjes en een steiger aangelegd voor revaliderende patiënten.

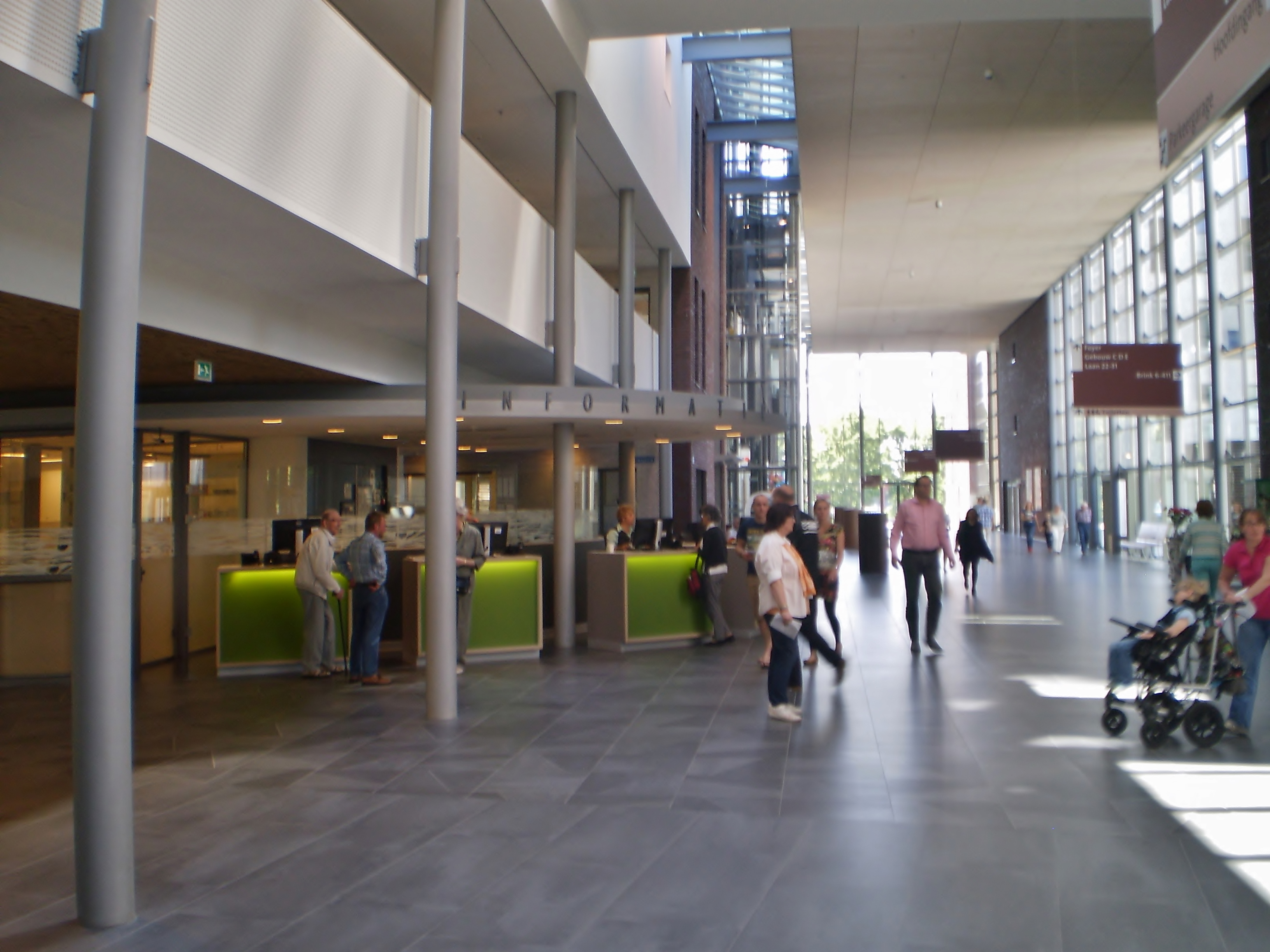
Balie
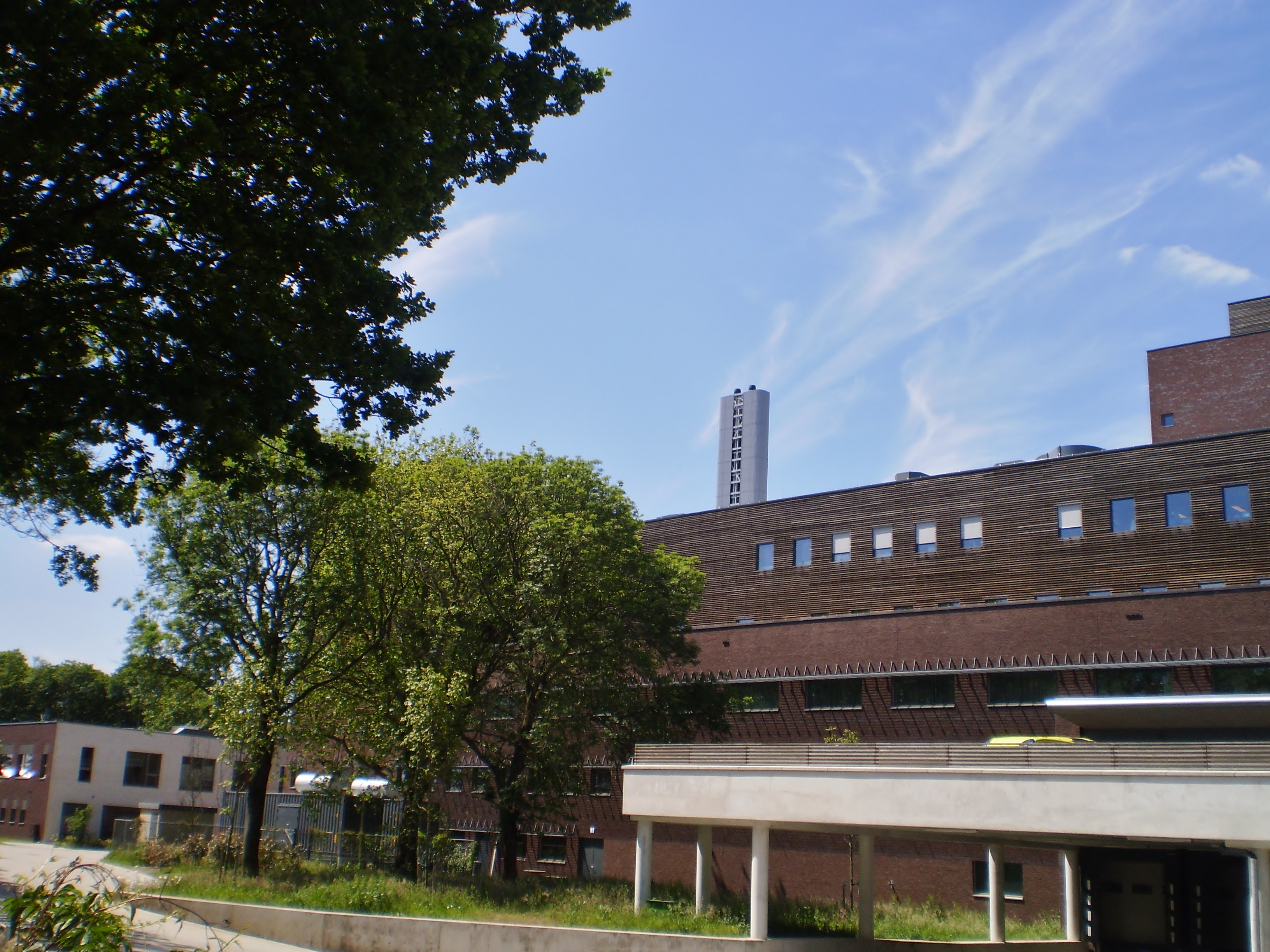
Zuidzijde
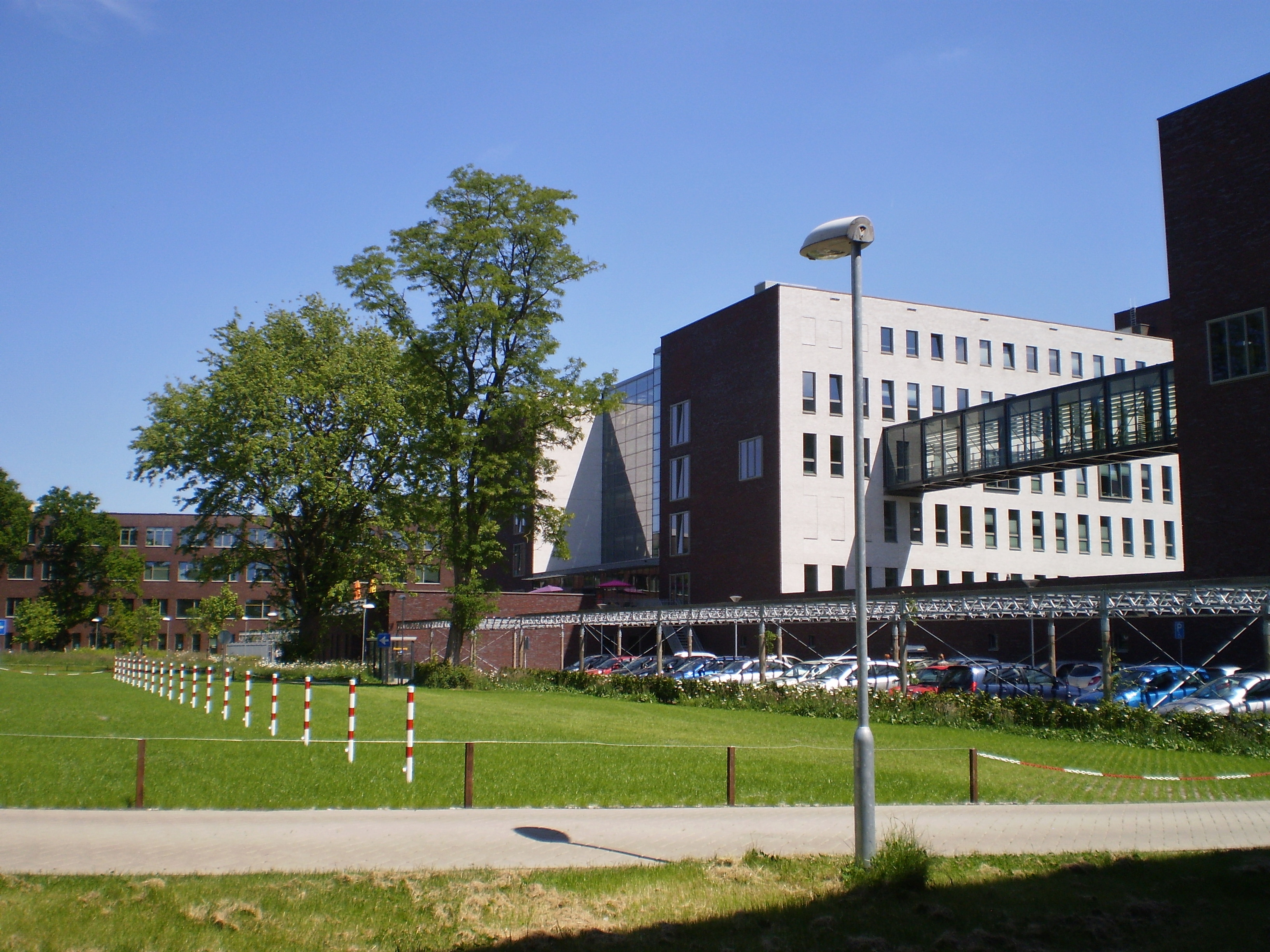
Noordzijde
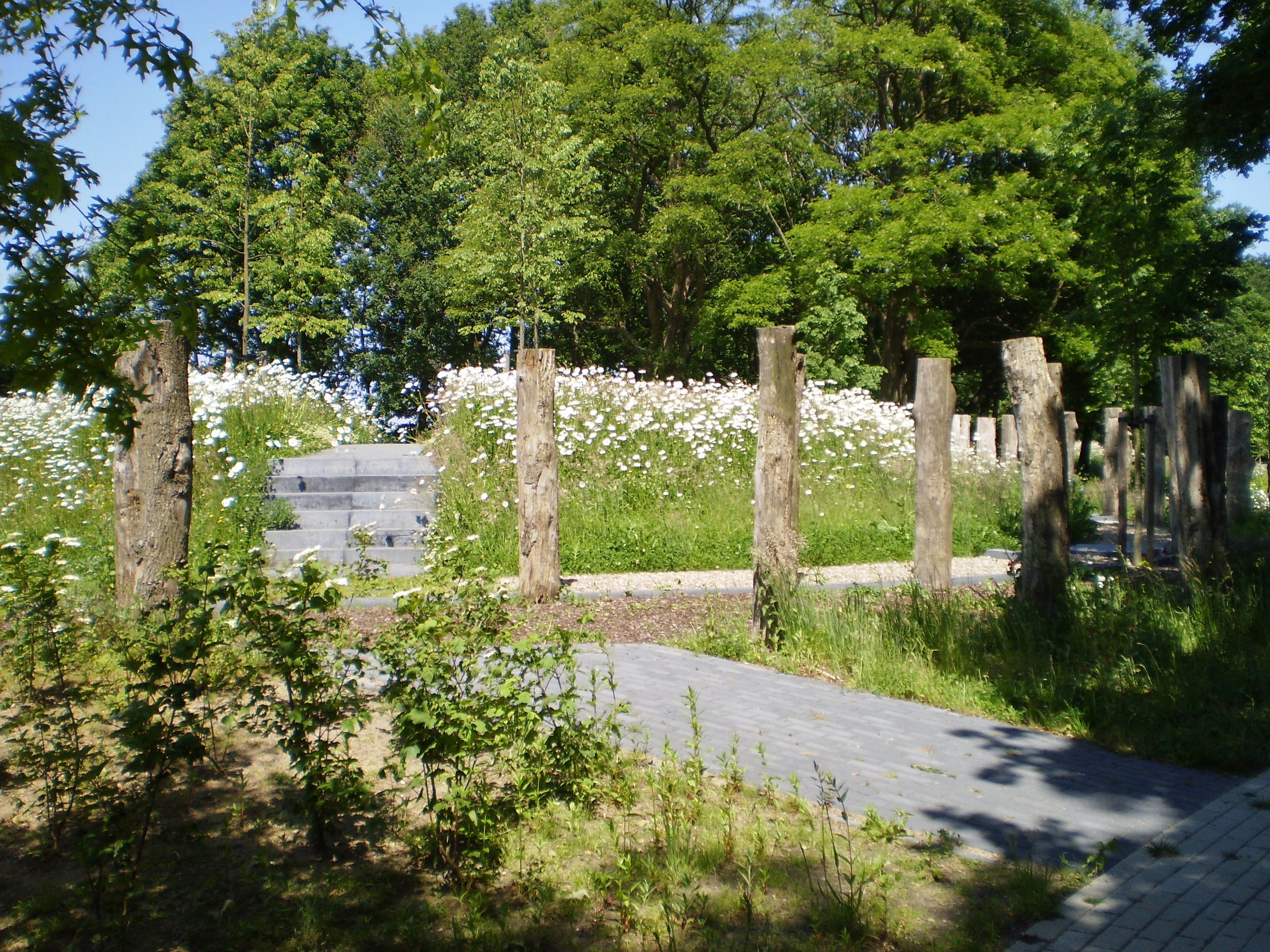
Park
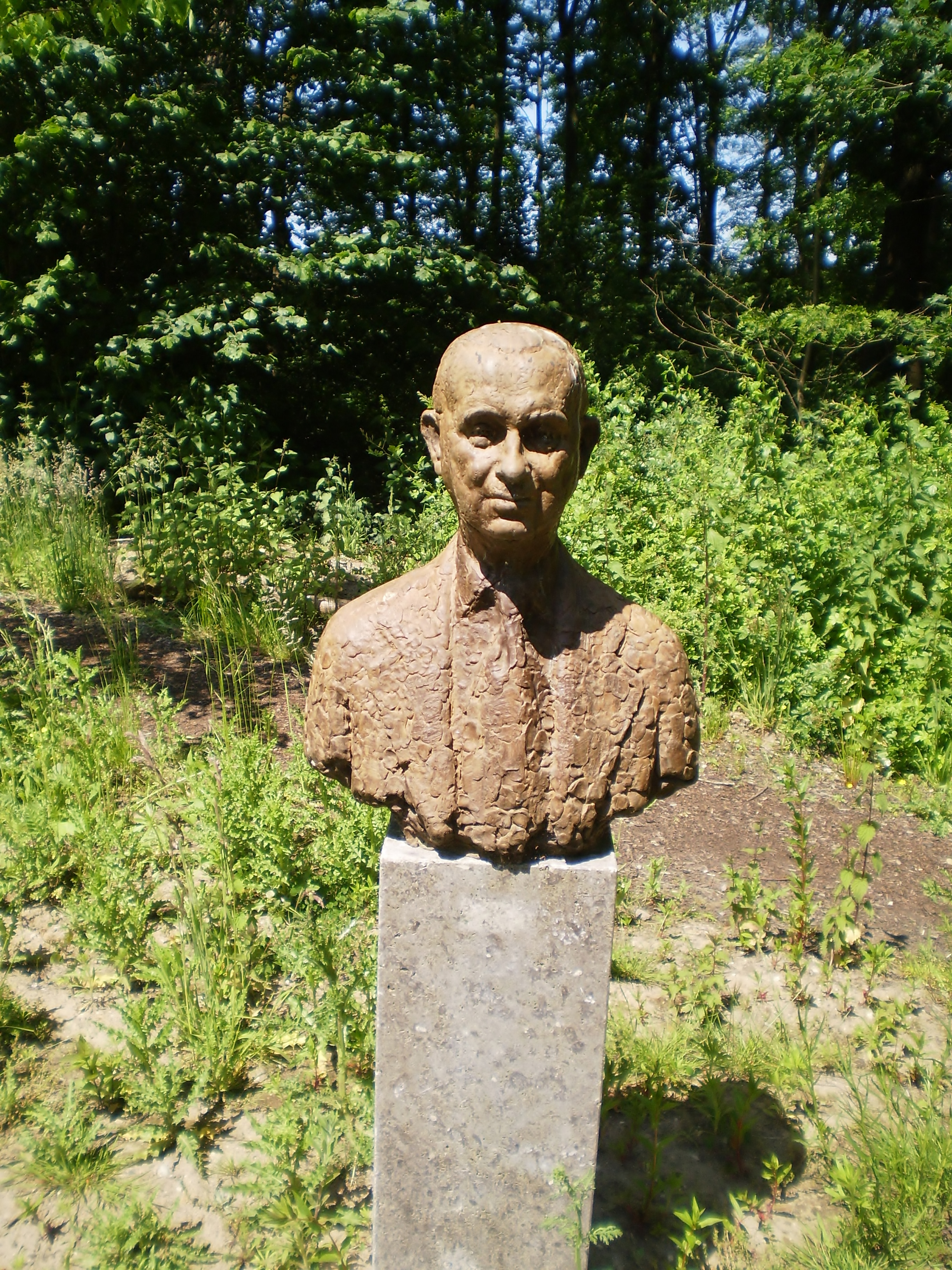
Beeldpark
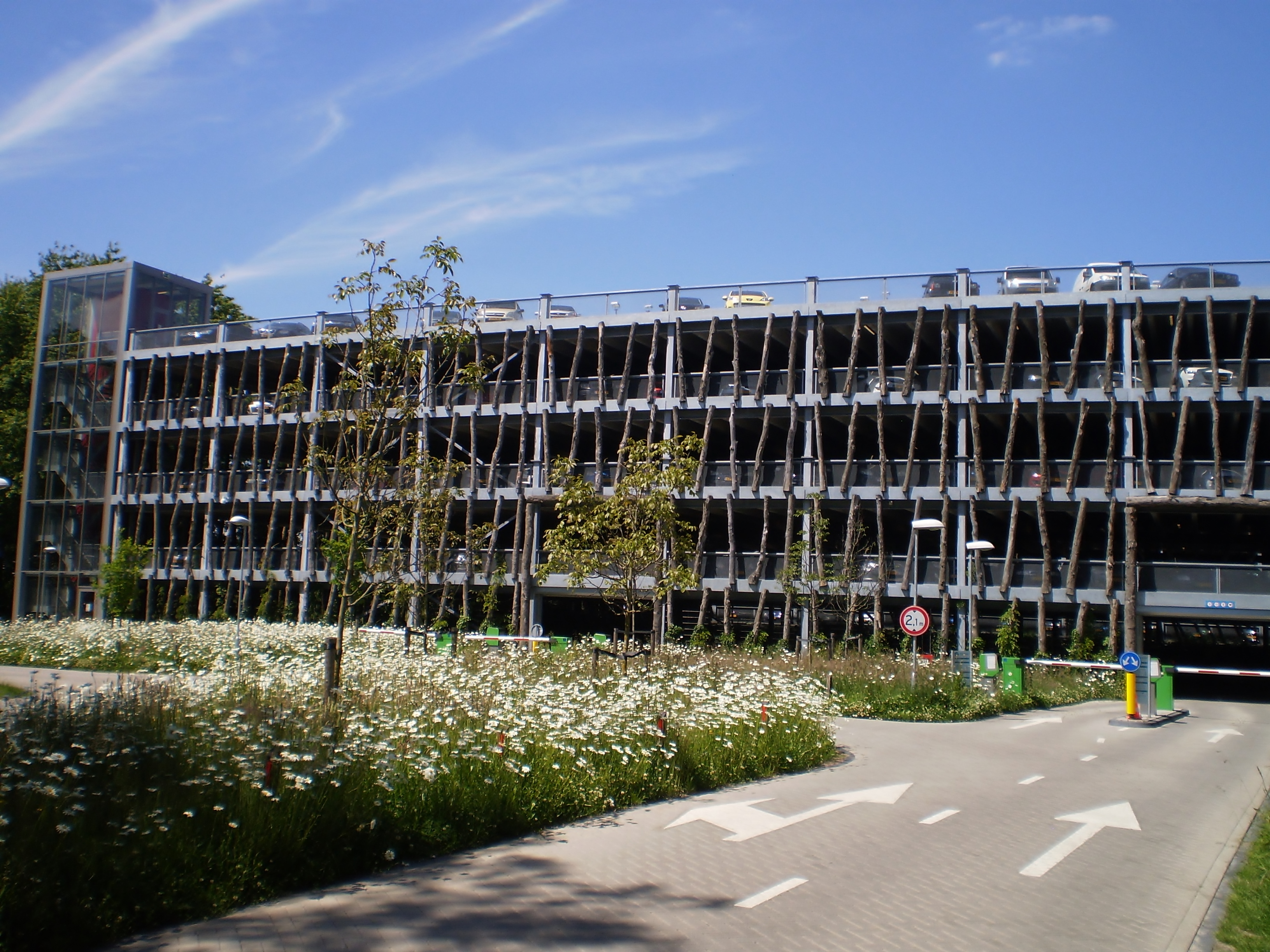
Bovengrondse parkeergarage
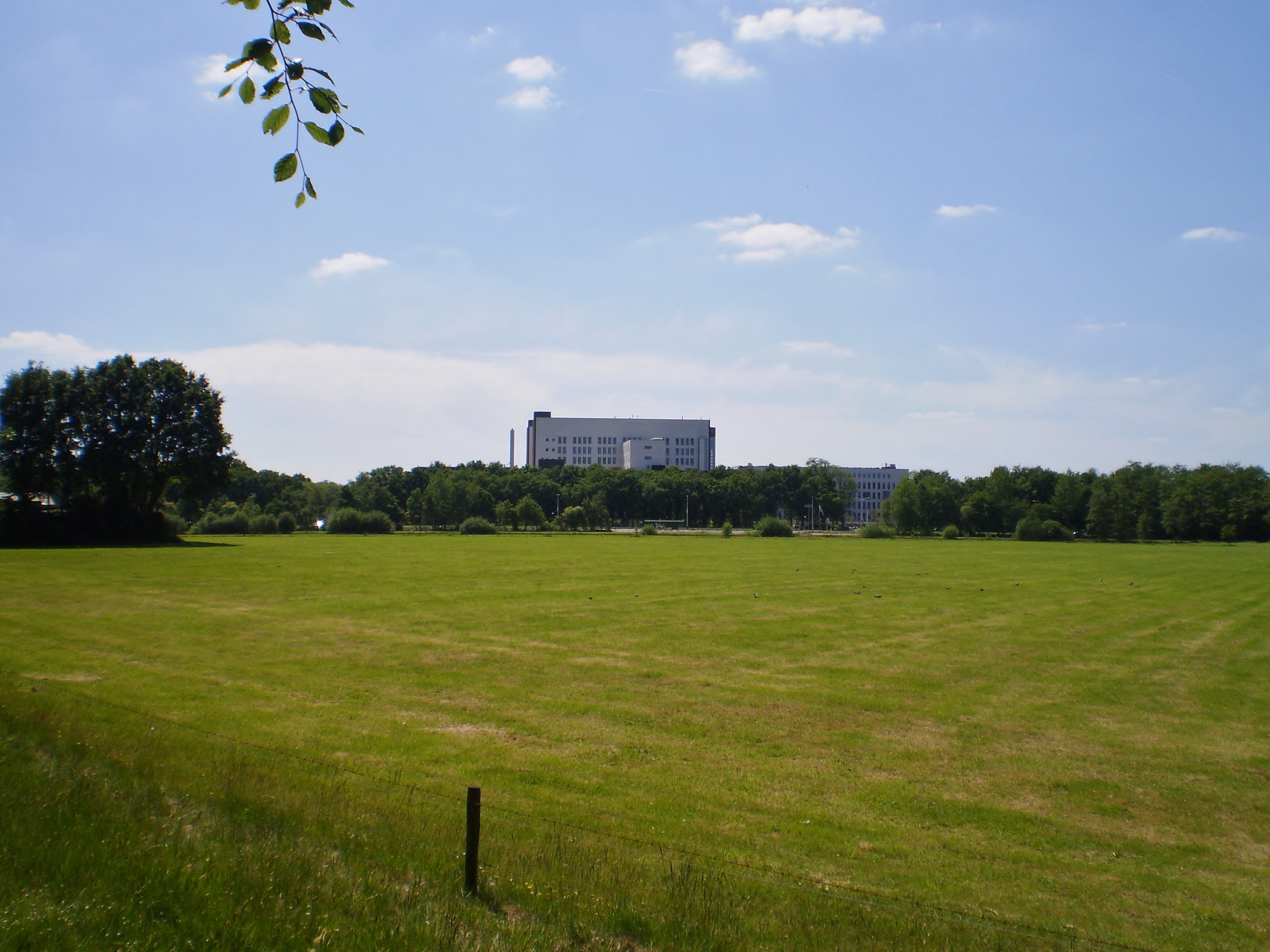
Vanaf de Hamseweg (oostzijde)

## Geschiedenis
Meander Medisch Centrum is in 2002 voortgekomen uit Ziekenhuis Eemland en Medisch Centrum Molendael. Ziekenhuis Eemland was in 1991 voortgekomen uit de fusie van de Amersfoortse instellingen Ziekenhuis De Lichtenberg en Sint Elisabeth Ziekenhuis.
Medisch Centrum Molendael was voortgekomen uit de fusie van het Soesterziekenhuis Zonnegloren en het Baarnse ziekenhuis Maarschalksbos.
Het eerste ziekenhuis in Amersfoort was gevestigd in een monumentaal pand met uitgebouwde traptoren aan Muurhuizen 33, tussen 1578 en 1907 was hier het Sint-Elisabeth Gast- of Ziekenhuis gevestigd. In 1906 wordt aan de Sint Andriesstraat een modern ziekenhuis gebouwd en in 1969 verhuist het Sint Elisabethziekenhuis naar de nieuwbouwlocatie aan de Heiligenbergerweg. Het oude ziekenhuis aan de Sint Andriesstraat wordt in gebruik genomen als verpleeghuis.
Door de trek naar de stad in het begin van de 20e eeuw groeide met name de protestantse bevolking van de stad en ontstond er behoefte aan een protestants-christelijk ziekenhuis. Op 9 maart 1931 werd het ziekenhuis De Lichtenberg geopend in Villa De Lichtenberg aan de Utrechtseweg 293, nabij de Stichtse Rotonde. In 1957 werd aan de Utrechtseweg 160 een nieuw ziekenhuiscomplex gebouwd. De oorspronkelijke gebouwen werden in gebruik genomen als verpleeghuis en zijn in de jaren 80 gesloopt. Prinses Margriet volgde midden jaren 60 haar opleiding tot verpleegster in De Lichtenberg. In de jaren 90 was de capaciteit van beide ziekenhuizen 820 bedden (500 in De Lichtenberg en 320 in het St. Elisabeth). Ze fuseerden in 1991 tot het Ziekenhuis Eemland.
Halverwege de jaren 90 bleken er problemen te zijn op de afdeling gynaecologie van het Ziekenhuis Eemland, al was niet helemaal duidelijk welke precies en had het ziekenhuis na een onderzoek van de Inspectie voor de Gezondheidszorg (IGZ) in een rapport verbetering beloofd. Op 20 februari 1997 zond het onderzoeksjournalistieke televisieprogramma Zembla de aflevering "Fatale fouten in het Ziekenhuis" uit over een reeks dodelijke incidenten en het gebrek aan controle door de Inspectie op de afdeling. Hiermee werd de ernst van de zaak pas duidelijk: al vier jaar waren er zware klachten. Gynaecologen behandelden noodgevallen onzorgvuldig, er werden verkeerde diagnoses gesteld, patiënten werden onvolledig geïnformeerd. Zeven baby's en drie vrouwen waren op de afdeling overleden, een opmerkelijk hoog getal dat zich niet zomaar liet verklaren. Directeur H. Blaauwbroek van het patiëntenplatform PPCP riep op tot een boycot van de afdeling totdat orde op zaken werd gesteld. De ziekenhuisdirectie zei 'geschokt' te zijn door de beweringen en ontkende fel dat er iets mis was. Volgens een visitatierapport van 7 november 1995, uitgevoerd door collega-gynaecologen van de Nederlandse Vereniging voor Obstetrie en Gynaecologie (NVOG), was vrijwel alles in orde en de IGZ, die het rapport vertrouwelijk overhandigd kreeg, zag daarom geen noodzaak voor een eigen onderzoek. Maar de Zembla-redactie wilde inzage in het NVOG-rapport en verzocht dit op grond van de Wet openbaarheid van bestuur (Wob). Het verzoek en bezwaar werden geweigerd omdat dit 'de gezondheidszorg in gevaar zou brengen'. Daarop spande Zembla een kort geding aan en begin juni 1997 bepaalde de rechter dat Minister Borst van Volksgezondheid het rapport openbaar moest maken. Borst trachtte dit te voorkomen tot aan de Raad van State toe, maar deze gaf Zembla gelijk; de minister maakte het rapport op 2 juli 1997 openbaar. Het bleek dat er bij de IGZ zodanig was bezuinigd op personeel dat zij niet meer in staat was om zelf alle ziekenhuisafdelingen te inspecteren en daarom vertrouwde op rapporten van elkaar controlerende collega's, die echter elkaar beschermden en de misstanden voor de Inspectie verzwegen.
Na de ingebruikname van het nieuwe Meander Medisch Centrum aan de Maatweg in december 2013 stond de voormalige locatie Lichtenberg aan de Utrechtseweg leeg; in 2018 is het gesloopt. Het gebied wordt herontwikkeld tot villapark. De Sint Elisabeth locatie zal na sloop een groene parkachtige invulling krijgen. Alleen het ketelhuis met schoorsteen en de villa aan de Heiligenbergerweg 159 blijven behouden.